# Эль-Гамалия
Эль-Гамалия или Эль-Джамалия (араб. الجمالية‎) — город на севере Египта, расположенный на территории мухафазы Дакахлия.

## Географическое положение
Город находится в северо-восточной части мухафазы, вблизи озера Манзала, на расстоянии приблизительно 44 километров к востоку-северо-востоку (ENE) от Эль-Мансуры, административного центра провинции. Абсолютная высота — 9 метров над уровнем моря.

## Демография
По данным переписи 2006 года численность населения Эль-Гамалии составляла 63 894 человек.
Динамика численности населения города по годам:
| 1986   | 1996   | 2006   |
| ------ | ------ | ------ |
| 45 157 | 58 673 | 63 894 |

## Экономика и транспорт
Основными занятиями населения города являются рыболовство и сельское хозяйство. Ближайший аэропорт расположен в городе Порт-Саид, на расстоянии 20 километров к востоку от Эль-Гамалии.

## Известные уроженцы
- Омар Абдель Рахман — духовный лидер и религиозный учитель египетских исламистов, международный террорист.